# Andreas Korp
Andreas Korp (* 15. Mai 1897 in Graz; † 8. Oktober 1983 in Wien) war ein österreichischer Manager und Politiker (SPÖ).

## Leben
Korp leistete nach absolvierter Matura an der Handelsakademie 1915 bis 1918 Kriegsdienst im Ersten Weltkrieg. Ab 1919 war er Angestellter im Verband der steirischen Konsumanstalten und Konsumvereine und studierte nebenbei Staatswissenschaften an den Universitäten Wien und Graz.
1933 wurde Korp in die Direktion der Großeinkaufsgesellschaft GöC nach Wien berufen und bemühte sich hier speziell um die konsumgenossenschaftlichen Kaufhäuser und die Eigenproduktion. Im Ständestaat und NS-System konnte Korp seine Stellung in der GöC behaupten.
Am 27. April 1945 berief Karl Renner Korp als Staatssekretär für Volksernährung in die Provisorische Staatsregierung, jedoch legte die sowjetische Besatzungsmacht gegen seine Mitgliedschaft in der am 20. Dezember 1945 angelobten Bundesregierung Figl I im Voraus ihr Veto ein, - nach Otto Sagmeister wegen einer angeblichen NS-Mitgliedschaft Korps, die aber nicht nachgewiesen erscheint. Vom 23. Jänner 1952 an diente Korp als Staatssekretär für Ernährungs- und Preisfragen in den Kabinetten Figl II und Figl III (bis 2. April 1953).
In der GöC wurde Korp am 27. Oktober 1949 zum Generaldirektor gewählt und blieb es bis zum 1. Juli 1963. Seine letzten wichtigen Funktionen im konsumgenossenschaftlichen Verbund gab Korp erst 1971 ab. Die Konfrontationsstellung zwischen den von den Provinzgenossenschaften dominierten Zentralinstitutionen GöC und Konsumverband einerseits und der mächtigsten Einzelgenossenschaft, der KGW, andererseits, personifiziert im Gegensatz Andreas Korp/Otto Sagmeister führte dazu, dass der Zusammenhalt im österreichischen Konsumgenossenschaftssektor gerade in den Jahren der Nachkriegskonjunktur problematischen Belastungsproben ausgesetzt war.
Von 1956 bis 1972 war Korp zudem erster Vizepräsident der Oesterreichischen Nationalbank.

## Veröffentlichungen
- Andreas Korp: Stein auf Stein, 50 Jahre Grosseinkaufsgesellschaft österreichischer Consumvereine, ein Gedenkbuch. Wien 1955.
- Andreas Korp: Arbeiterbank: Ein Beitrag zur Geschichte des österreichischen Bankwesens, Wien 1947.